# POLR2I
POLR2I (англ. RNA polymerase II subunit I) – білок, який кодується однойменним геном, розташованим у людей на короткому плечі 19-ї хромосоми. Довжина поліпептидного ланцюга білка становить 125 амінокислот, а молекулярна маса — 14 523.
| 10         |  | 20         |  | 30         |  | 40         |  | 50         |
| ---------- |  | ---------- |  | ---------- |  | ---------- |  | ---------- |
| MEPDGTYEPG |  | FVGIRFCQEC |  | NNMLYPKEDK |  | ENRILLYACR |  | NCDYQQEADN |
| SCIYVNKITH |  | EVDELTQIIA |  | DVSQDPTLPR |  | TEDHPCQKCG |  | HKEAVFFQSH |
| SARAEDAMRL |  | YYVCTAPHCG |  | HRWTE      |  |            |  |            |

A: Аланін

C: Цистеїн

D: Аспарагінова кислота

E: Глутамінова кислота

F: Фенілаланін

G: Гліцин

H: Гістидин

I: Ізолейцин

K: Лізин

L: Лейцин

M: Метіонін

N: Аспарагін

P: Пролін

Q: Глутамін

R: Аргінін

S: Серин

T: Треонін

V: Валін

W: Триптофан

Задіяний у таких біологічних процесах, як транскрипція, ацетилювання. 
Білок має сайт для зв'язування з іонами металів, іоном цинку. 
Локалізований у ядрі.[джерело?]